# Гладкий ромб
Гладкий ромб, или бриль, или гладкий калкан (лат. Scophthalmus rhombus) — вид лучепёрых рыб семейства Scophthalmidae отряда камбалообразных.

## Описание
Гладкий ромб имеет по сравнению с тюрбо овальное телосложение и достигает длины до 70 см. Вес составляет до 7 кг. Тело асимметричное, сильно сплюснутое с боков, оба его глаза расположены на левой половине тела, в то время, как правой стороной он лежит на дне водоёма. Чешуя гладкая. Окраска коричневатая или сероватая, обычно с мелкими белыми пятнышками и рядами более крупных пятен у верхнего и нижнего краёв тела, плавники с бледными и тёмно-коричневыми пятнышками.

## Распространение
Гладкий ромб — это морская прибрежная донная рыба. Он живёт у побережья Атлантического океана, Средиземного, Северного моря и западного Балтийского моря до Рюгена, а также Чёрного моря. Область распространения простирается в Атлантике от Исландии и Норвегии через всё европейское побережье до Марокко. При этом он живёт на наносном грунте, песке и гальке на глубине примерно от 5 до 70 м.

## Образ жизни
Гладкий ромб питается донными рыбами, ракообразными и моллюсками.
С весны до лета самка мечет пелагическую икру в воду, которая плавает на поверхности моря. Примерно через 2 недели появляются симметрично сложенные мальки длиной примерно 4 мм, которые питаются мелкими ракообразными планктона. Начиная с длины от 2 до 3,5 см мальки претерпевают метаморфоз, при котором меняется их внешний вид.
Самцы достигают половой зрелости, достигнув длины примерно 25 см, самки — примерно от 30 до 40 см.
Гладкий ромб — ценная промысловая рыба. На европейском побережье ежегодно добывают около 3 000 тонн этой рыбы.